# Isola Anzerskij
L'isola di Anzerskij (russo: остров Анзерский, ostrov Anzerskij; in lingua vepsa: Anzer, che significa "isola molto allungata") è la seconda isola in ordine di grandezza delle isole Soloveckie, un arcipelago russo del Mar Bianco. Amministrativamente appartiene all'Oblast' di Arcangelo nel Distretto Federale Nordoccidentale della Russia.

## Geografia
L'isola è situata all'imboccatura della baia dell'Onega; ha una superficie è di 47 km². Il punto più alto, il monte Verbokol'skaja (гора Вербокольская), a nord, raggiunge gli 86 metri di altezza. L'isola è costellata da paludi e da piccoli laghi di varie dimensioni; i maggiori sono i laghi Bol'šoe Elizarovo, Golgofskoe e Kaporskoe (Большое Елизарово, Голгофское, Капорское), nella parte centrale dell'isola.
L'estremo punto settentrionale è capo Verbokol'skij (мыс Вербокольский); capo Ken'ga (мыс Кеньга) si trova ad ovest, capo Kapel'skij (мыс Капельский) a sud, e capo Kolguev (мыс Колгуев) ad est. A ovest di Anzerskij, al di là dello stretto di Anzerskaya Salma, c'è l'isola Bol'šoj Solovkij, la maggiore isola dell'arcipelago; a sud c'è l'isola Bol'šaja Muksalma (Большая Муксалма).

## Monastero
Anche sull'isola di Anzerskij si trova un monastero, che fa parte
assieme a quelli di Solovki, ai Patrimoni dell'umanità; è del XVI secolo ed è dedicato alla Crocefissione del Golgota (Голгофо-Распятский скит).